# Só Fé
"Só Fé" é uma canção do cantor e compositor brasileiro Grelo, lançada em 19 de julho de 2024. O sucesso viral conquistou as redes sociais e plataformas digitais. Alcançou o primeiro lugar do Top 50 Brasil no Spotify, tornando-se a música mais procurada do ano. Um videoclipe foi lançado em 8 de agosto de 2024.
No Deezer, a canção cresceu 255% no streaming. A canção fez sucesso no estado de Goiás, sendo também referenciada em um exame da UFT.
Antes de “Só Fé”, Grelo escreveu diversos sertanejos, como Esqueça-me Se For Capaz, Quarta Cadeira, Dois Tristes e outros.